# Termogenina
La termogenina (chiamata proteina disaccoppiante dai suoi scopritori e nota ora come proteina disaccoppiante 1, o UCP1) è una proteina disaccoppiante situata nei mitocondri del tessuto adiposo bruno (BAT). È utilizzata per generare calore nella termogenesi non da brivido. La termogenesi non da brivido è la principale fonte di produzione di calore nei mammiferi in letargo e nei neonati.

## Meccanismo

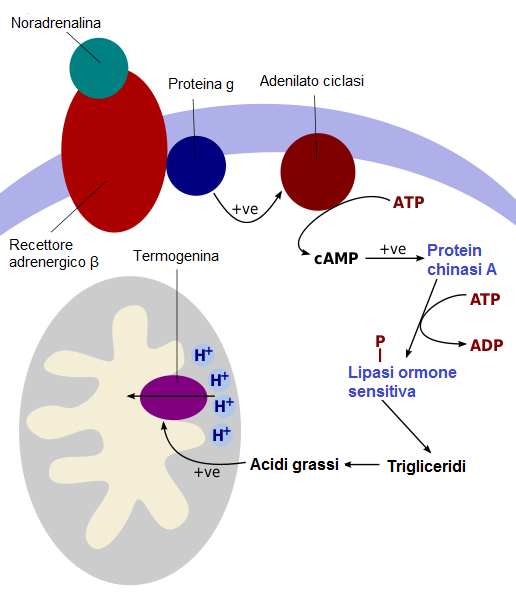
Meccanismo di attivazione della termogenina: nell'ultimo passaggio la termogenina è attivata grazie alla presenza di acidi grassi liberi. La trasduzione è iniziata dalla noradrenalina che si lega ai recettori adrenergici β_{3}.

Le UCP sono proteine di transmembrana che disperdono parte del gradiente elettrochimico generato nella fosforilazione ossidativa. Esse agiscono incrementando la permeabilità della membrana mitocondriale interna, permettendo ai protoni che sono stati spinti nello spazio intermembranale di tornare nella matrice mitocondriale. La generazione di calore mediata dalla termogenina nel tessuto adiposo bruno disaccoppia la catena respiratoria, permettendo una veloce ossidazione del substrato con una esigua produzione di ATP.
La termogenina è collegata ad altri trasportatori di metaboliti mitocondriali, come il traslocatore del nucleotide adenina, un canale protonico nella membrana mitocondriale interna che permette il trasporto dei protoni dallo spazio intermembranale mitocondriale verso la matrice mitocondriale. La termogenina è limitata al tessuto adiposo bruno, dove fornisce il meccanismo per l'enorme produzione di calore di cui è capace il tessuto.
La termogenina è attivata negli adipociti del tessuto bruno dagli acidi grassi ed è inibita dai nucleotidi. Gli acidi grassi provocano la seguente trasduzione del segnale: le terminazioni nervose del sistema nervoso simpatico rilasciano noradrenalina sui recettori adrenergici beta-3 situati sulla membrana plasmatica. Questo attiva l'adenilato ciclasi che catalizza la conversione dell'ATP in AMP ciclico (cAMP). 
L'AMP ciclico attiva la protein chinasi A, che induce la liberazione delle sue subunità C attive dalle sue subunità regolatorie R. Una volta attiva la protein chinasi A, a sua volta, fosforila la lipasi dei trigliceridi, attivandola. La lipasi converte i trigliceridi in acidi grassi liberi, che attivano la termogenina, prevalendo sull'inibizione causata dai nucleotidi purinici (GDP e ADP). Al termine della termogenesi i mitocondri completano l'ossidazione degli acidi grassi residui, la termogenina si inattiva e la cellula riprende il suo normale stato di conservazione dell'energia.

## Storia
La proteina disaccoppiante 1 fu scoperta nel 1978 e fu clonata per la prima volta nel 1988.
La proteina disaccoppiante 2 (UCP2), un'omologa della termogenina, fu identificata nel 1997. UCP2 è situata in una grande varietà di tessuti, e si crede che sia coinvolta nella regolazione delle specie reattive dell'ossigeno (ROS). Nell'ultimo decennio sono stati identificati tre ulteriori omologhi della termogenina: UCP3, UCP4 e UCP5.